# Dandy

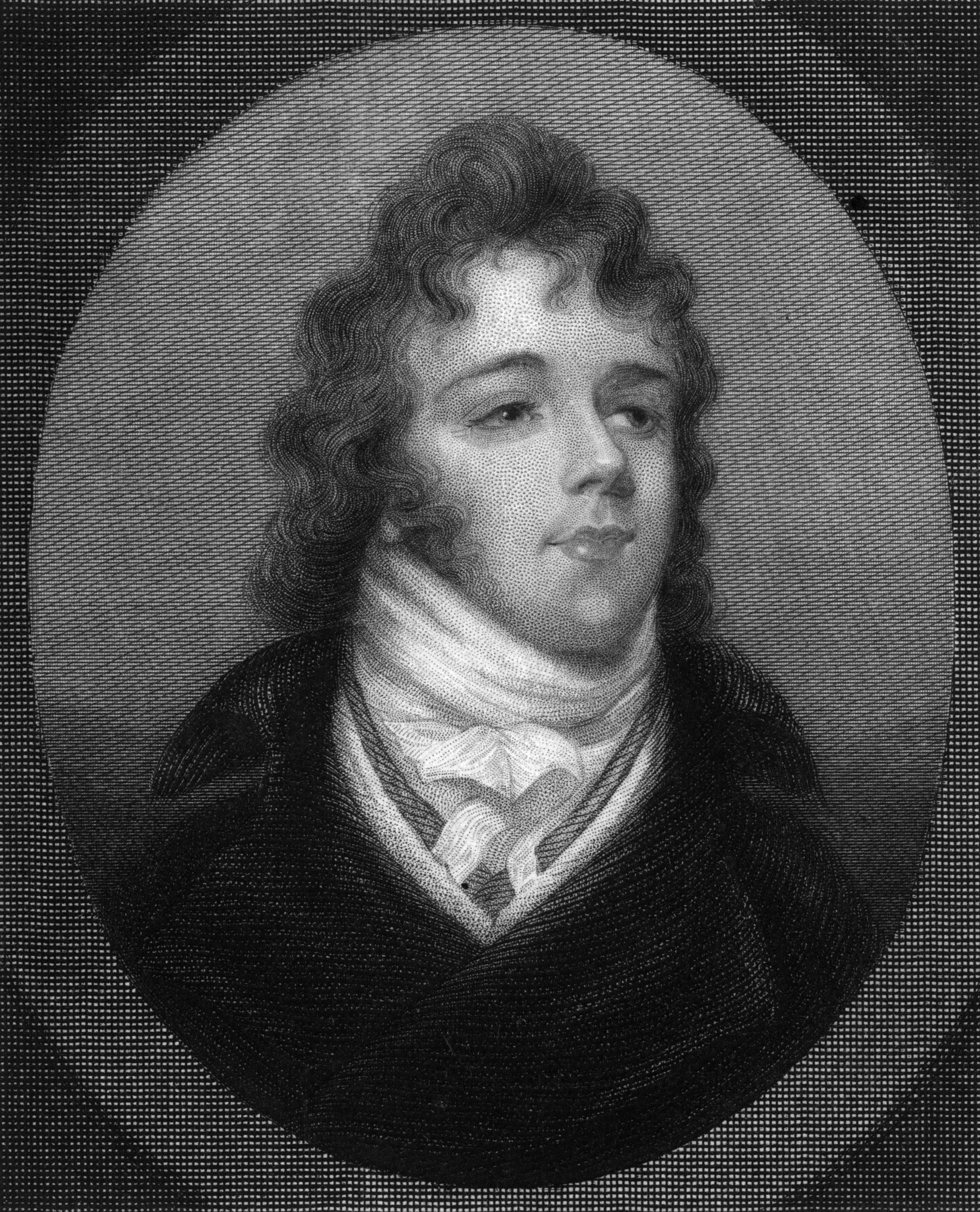
George Bryan Brummell,
genannt Beau Brummell

Der englische Begriff Dandy kam Mitte des 18. bis Anfang des 19. Jahrhunderts auf und bezeichnet nach Friedrich Kluges etymologischem Wörterbuch „junge Leute, die in auffälliger Bekleidung Kirche oder Jahrmarkt besuchen“. Die Dichotomie von Sich-Zeigen und Beachtung-Erwirken ist dieser Art Rollenspiel-Inszenierung immanent.
Berühmte Vertreter waren Beau Brummell, Beau Nash, Charles Baudelaire, Alfred d’Orsay, Lord Byron, Giacomo Casanova, der Fürst Hermann von Pückler-Muskau, Benjamin Disraeli, später auch die Vertreter des Ästhetizismus wie Oscar Wilde, Aubrey Beardsley, James McNeill Whistler und Max Beerbohm. Einer der bekanntesten Dandys des 20. Jahrhunderts war der Prince of Wales (kurzzeitig König Eduard VIII.), späterer Herzog von Windsor. Auch der US-amerikanische Schriftsteller Tom Wolfe trat mit seinen typischen weißen Anzügen als moderner Dandy auf.
In Deutschland erfuhr der Dandyismus in den 1990er Jahren eine Aktualisierung durch Vertreter der Popliteratur wie Christian Kracht und Benjamin von Stuckrad-Barre.

## Herkunft des Wortes
Im späten 18. Jahrhundert war das Wort Dandy eine Abkürzung des Begriffs Jack-a-Dandy, einer britischen Bezeichnung aus dem 17. Jahrhundert, die einen eingebildeten Mann beschrieb. Vor der amerikanischen Revolution wurde im britischen Nordamerika die britische Version des Liedes Yankee Doodle verwendet: „Yankee Doodle went to town, / Upon a little pony; / He stuck a feather in his hat, / And called it Macoroni“ und der Refrain: „Yankee Doodle, keep it up, / Yankee Doodle Dandy, / Mind the music and the step, / And with the girls be handy“ spottete über die rustikale Art und die Armut der amerikanischen Kolonialherren, indem er andeutete, dass die Mode der Macaroni (ein feines Pferd und goldgeflochtene Kleidung) einen Dandy von der kolonialen Gesellschaft abhob. Möglicherweise bezieht sich der englische Begriff auch auf eine ältere französische Verwendung, wie sie bei François Rabelais (der die Form dandin benutzte) und Molière (Georges Dandin) auftaucht.

## Geschichte

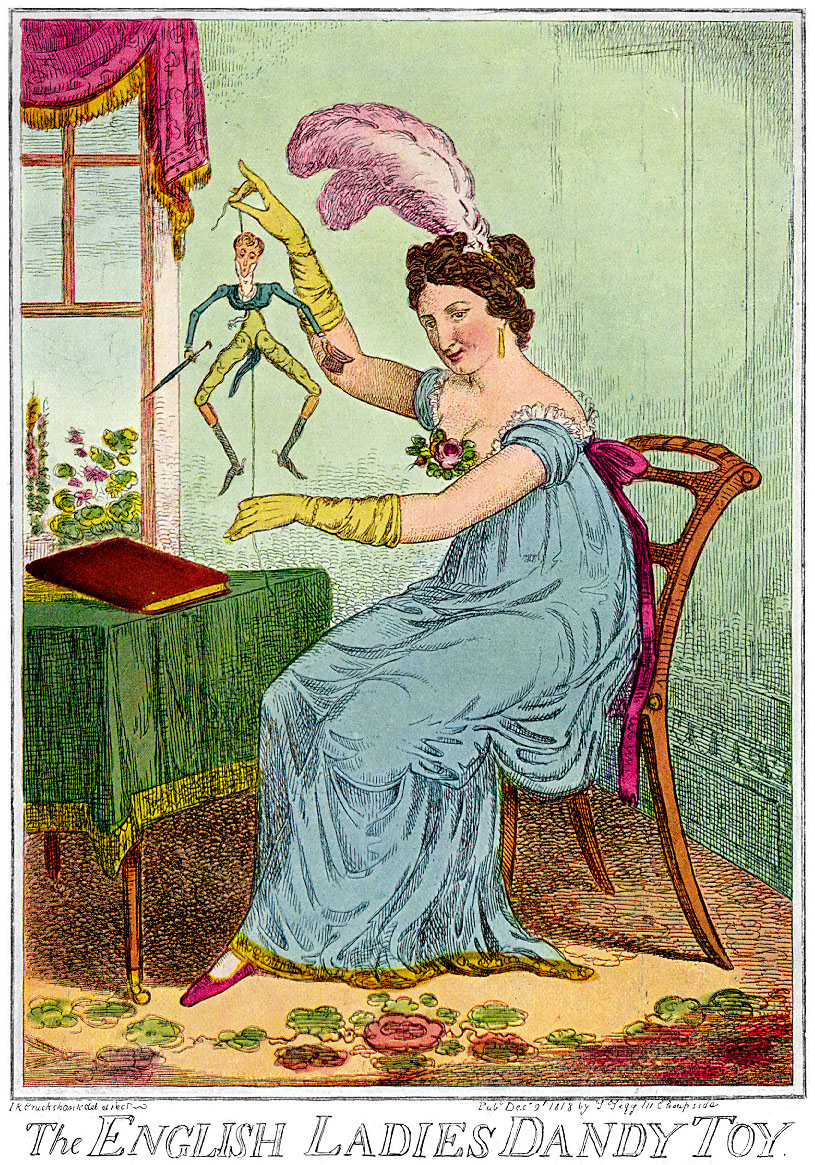
Lady spielt mit dem Dandy-Hampelmann
George Cruikshank 1818

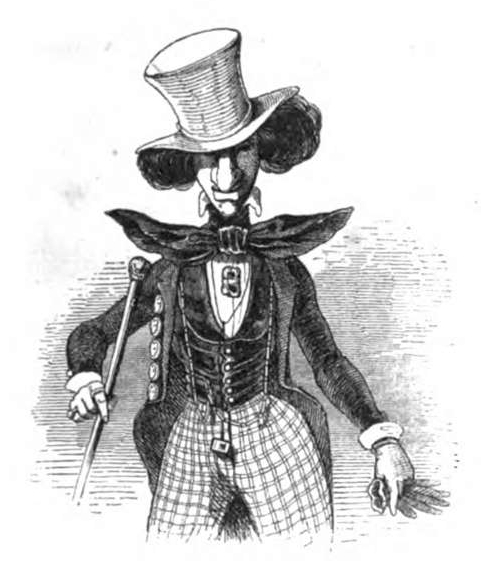
Karikatur eines Dandys in der Wochenschrift Fliegende Blätter, 1845

Im 18. Jahrhundert lehnten die Engländer die französische Hofkultur zunehmend ab. Das neue Körperbewusstsein, das sich durch die Beschäftigung mit antiker Plastik herausgebildet hat, fand seine Umsetzung in der Schneiderei. Diese Einflüsse ließen den modernen Herrenanzug entstehen, der körpernah geschnitten die V-Silhouette des Mannes hervorhob und der meist aus festem Stoff in gedeckten Farben bestand und bis heute besteht.

## Kleidungsvorlieben typischer Dandys
Dieser Anzug wurde von Beau Brummell auf die Spitze getrieben, der als erster Vertreter des Dandytums gilt. Er propagierte bereits die neue Schlichtheit, als adlige Kreise noch ganz der höfischen französischen Mode folgten. Viele Legenden ranken sich um seine Person. So soll er seine Handschuhe stets von zwei verschiedenen Fabrikanten herstellen haben lassen, einer für die Daumen, die er besonders geschickt zu gebrauchen verstand, ein anderer für die Finger. Er hatte drei Friseure, einen für die Stirn, einen für die Seiten und einen für den Hinterkopf (die Perücke kam mit seinem Einfluss aus der Mode). Er wechselte, entgegen den Gepflogenheiten seiner Zeit, mehrmals täglich seine Wäsche, dabei verachtete er Schmuck und Parfüm. Den Aufwand, den er betrieb, sah man nicht auf den ersten Blick, umso argwöhnischer wurde er von Zeitgenossen betrachtet. Er endete im Irrenhaus von Caen, nachdem er sein geerbtes Vermögen verausgabt hatte und von Gläubigern verfolgt wurde. Anekdoten und Aufsätze über Beau Brummell sind von Baudelaire, Fürst Pückler, Max Beerbohm und Virginia Woolf überliefert.
Oscar Wilde, Max Beerbohm, Aubrey Beardsley und andere Vertreter des Ästhetizismus propagierten gegen Ende des 19. Jahrhunderts einen neuen Stil: Samtene Kniehosen und Westen, niederliegende Hemdkragen und große Sonnenblumen wurden zu ihren äußerlichen Kennzeichen. 

Seinem Vorbild Oscar Wilde folgend, gefiel sich der Maler und Literat Rudolf Schlichter während seines Kunststudiums um 1910 an der Staatlichen Akademie der bildenden Künste Karlsruhe darin, sich als Dandy zu geben, indem er, mit Schminke und Puder im Gesicht, schwarz umränderten Augen, Glockenhose und Damenknopfstiefeln „voll selbstgefälliger Eitelkeit“ durch die Straßen der Stadt schwebte. 

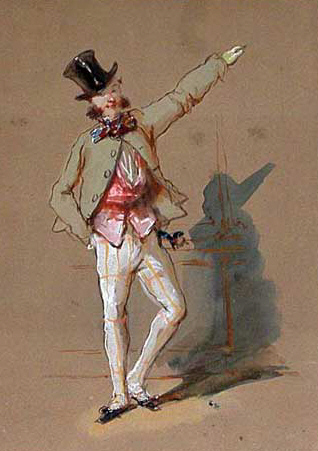
Paul Gavarni:
Pariser Dandy

## Distinktion
Die Ästhetizisten öffneten die von bürgerlicher Enge und vom Moralismus geprägte viktorianische Gesellschaft für eine neue Sinnlichkeit in Farben und Formen. Sie bekämpften den herrschenden Geschmack des Mainstream mit ritualisierter Ästhetik. Viele Dandys waren Künstler, Dichter oder Essayisten und vertraten ihren Stil auch literarisch. Dandyismus ist eine Lebenseinstellung, zu der Selbstinszenierung, Schlagfertigkeit sowie ein eher ungezwungenes Verhältnis zum Geld (viele hatten Spielschulden) gehören.
Das Sich-Abheben von anderen, das Bedürfnis, der Gewöhnlichkeit zu Leibe zu rücken und sie zu überwinden, sind typisch für den Dandy. Baudelaire geht so weit zu sagen, dass das Dandytum eine Art Kult mit dem eigenen Ich darstellt: Es sei die Freude daran, andere in Erstaunen zu setzen, und das stolze Hochgefühl, nie selbst in Erstaunen zu geraten. Ebenfalls wichtig ist die Unabhängigkeit von bürgerlichen Zwängen wie Lohnarbeit oder Ehe.
Der Dandy Wildescher Prägung ist ein typisches Phänomen des fin de siècle. Seiner Lebensphilosophie liegt die Annahme zugrunde, dass die Welt in ihrer Ordnung schlecht und zum Untergang bestimmt ist. Politisches oder soziales Engagement, selbst die Einhaltung der bürgerlichen Normen sind daher nicht nur sinnlos, sondern geradezu Ausdruck (klein-)bürgerlicher Dumpfheit. Den Sinn, den er im Leben vermisst, kompensiert der Dandy durch die Form, die er seinem Selbst gibt, durch narzisstische Inszenierung. Er stilisiert sich zum Décadent und genießt das Gefühl, damit zur Avantgarde zu gehören.
Eine modernere Form des Dandytums ist Camp.

## Rezeption

### Musik
Die englische Musikgruppe The Kinks veröffentlichte 1966 das Stück Dandy, welches die Überlebtheit dieses Lebensstils zum Inhalt hat. Die Coverversion von Herman’s Hermits wurde im selben Jahr ein ähnlich großer Erfolg. 
Das zwölfte und letzte Album der Band T. Rex aus dem Jahr 1977 heißt wie das Eröffnungsstück Dandy in the Underworld.
Durch die Verballhornung des Namens Andy Warhol kamen die Dandy Warhols zu ihrem Namen.

## Zitate
- „Der Dandy ist ein Mann, dessen Status, Arbeit und Existenz im Tragen von Kleidung besteht. Er widmet jedes Vermögen seiner Seele, seines Geistes, seiner Geldbörse und seiner Person heldenhaft der Kunst, seine Kleidung gut zu tragen: Während die anderen sich kleiden, um zu leben, lebt er, um sich zu kleiden.“ (Thomas Carlyle in Sartor Resartus, 1834)
- „Der Dandy muss sein ganzes Streben darauf richten, ohne Unterlass erhaben zu sein, er muss leben und schlafen vor einem Spiegel.“ (Charles Baudelaire, Tagebücher)
- Jean Baudrillard hat in seinem Buch Simulacra und Simulation (1981) diese Form des männlichen Narzissmus noch einmal aufgegriffen und gesagt, dass der Dandyismus „eine ästhetische Form des Nihilismus“ ist, die sich auf das Selbst als Zentrum der Welt konzentriere.[10]